# Juncus emmanuelis
Juncus emmanuelis är en tågväxtart som beskrevs av Abílio Fernandes och José Gonçalves García. Juncus emmanuelis ingår i släktet tåg, och familjen tågväxter. Inga underarter finns listade i Catalogue of Life.